# Hanna Bujadży
Hanna Wołodymyriwna Bujadży z domu Onyszczenko, ukr. Ганна Володимирівна Буяджи (ur. 15 października 1984 w Kijowie) – ukraińska prawniczka, od 2014 do 2016 minister gabinetu ministrów.

## Życiorys
W 2007 ukończyła studia prawnicze na Kijowskim Uniwersytecie Narodowym im. Tarasa Szewczenki. W 2011 uzyskała stopień kandydata nauk prawnych. Od 2004 pracowała jako doradca prawny. W marcu 2014 została powołana na wiceministra sprawiedliwości, a w maju tego samego roku stanęła na czele Państwowej Służby Rejestracyjnej Ukrainy.
2 grudnia 2014 objęła stanowisko ministra gabinetu ministrów w drugim rządzie Arsenija Jaceniuka (z rekomendacji Bloku Petra Poroszenki). Funkcję tę pełniła do 14 kwietnia 2016.